# 漢貝格山
48°05′21″N 13°23′13″E / 48.089147°N 13.386811°E
漢貝格山（德語：Hamberg），是奧地利的山峰，位於該國北部，由上奧地利州負責管轄，距離施蘭訥山1.7公里，處於瓦爾德策爾附近，海拔高度722米，山體在1,000萬年前形成。